# Chez les heureux du monde
Chez les heureux du monde (titre original : The House of Mirth) est une œuvre de la romancière américaine Edith Wharton, publiée en 1905. En France, il parait pour la première fois en 1907 et 1908 dans La Revue de Paris dans la traduction de Charles Du Bos, puis aux éditions Plon en 1908, préfacé par l'écrivain Paul Bourget,.
Il s'agit de la première réussite romanesque de l’auteur, qui a été un grand succès de librairie.

## Résumé
Chez les heureux du monde suit les pérégrinations d'une jeune femme, Lily Bart, dans le milieu des nantis de New York au début du XXe siècle. En quête de mari, d'abord adulée, puis accusée par la rumeur, enfin rejetée, la jeune femme finit tragiquement, incapable de vivre hors de cette société et de ses artifices.

## Adaptations au cinéma et à la télévision
- 1918 : La Maison du brouillard (The House of Mirth), film muet américain du réalisateur français Albert Capellani, avec Katherine Corri Harris et Henry Kolker. Le film est considéré comme perdu[3] ;
- 1981 : The House of Mirth, téléfilm américain réalisé par Adrian Hall, avec Geraldine Chaplin et William Atherton, inédit en France selon IMDb ;
- 2000 : Chez les heureux du monde, film réalisé par Terence Davies, avec Gillian Anderson et Eric Stoltz. Le titre français est celui retenu lors de la sortie en salles en France. Au Canada, le titre était Les Heureux de ce monde. Une édition ultérieure du film en DVD, en France, a préféré faire usage du titre anglophone The House of Mirth.

## Éditions françaises
- 1907-1908 : traduit par Charles Du Bos, dans La Revue de Paris : Chez les heureux du monde   (Wikisource).
- 1908 : traduit par Charles Du Bos, préface de Paul Bourget, Paris, Plon-Nourrit et Cie ;
- 1981 : trad. par Charles Du Bos, préface de Frédéric Vitoux, Paris, Hachette, collection : Bibliothèque anglaise ;
- 1982 : trad. par Charles Du Bos, préface de Frédéric Vitoux, Paris, Gallimard, Folio no 1390 ;
- 2000 : trad. par Charles Du Bos, préface de Frédéric Vitoux, Paris, Gallimard, L'Imaginaire no 417 ;
- 2010 : trad. par Charles Du Bos, Librairie générale française, Le Livre de poche, collection Les Classiques de poche no 31649 ;
- 2012 : trad. par Charles Du Bos, préface de Paul Bourget, avant-propos d'Hector Bianciotti ; réédition avec d'autres romans dans La Splendeur des âmes, Paris, Omnibus ;
- 2024 : trad. par Marc Chénetier, sous le titre La maison de liesse, préfaces d'Emmanuelle Delanoë-Brun et Alice Kaplan, Paris, Gallimard, L'Imaginaire no 417.